# Bitwa pod Acosta Ñu
Bitwa pod Acosta Ñu (gn. Acosta Ñu ñorainõ) – bitwa wojny paragwajskiej, stoczona 16 sierpnia 1869 roku.

## Bitwa
Bitwa rozpoczęła się rano o godzinie 8:30 na otwartej równinie sprzyjającej brazylijskiej kawalerii o powierzchni około 12 kilometrów kwadratowych. Aby zamaskować wiek walczących po stronie Paragwaju oraz nadać im groźniejszego wyglądu, nosili oni doklejony zarost.
Przez następnych osiem godzin Paragwajczycy stawiali opór, wycofując się przez strumień Arroyo Yukyry, gdzie znajdowało się osiem dział. Rozpalili na polu bitwy ogień, aby przy wykorzystaniu dymu zamaskować swoje posunięcia, ten jednak zaczął się szybko rozprzestrzeniać przez suchą trawę, porastającą pole bitwy.
Początkowo udawało im się powstrzymywać Brazylijczyków przed przekroczeniem strumienia, ale ostrzał artylerii, dowodzony przez hrabiego Gastona d’Eu wyrządził wśród Paragwajczyków wielkie straty, co pozwoliło wojskom cesarskim przeprawić się przez wodę i zaatakować flankę obrońców.
W tym czasie część wojska brazylijskiego zdołała dotrzeć na tyły paragwajskich formacji, uniemożliwiając odwrót. Cesarska piechota przypuściła atak za pomocą bagnetów, zdobywając tym samym działa Caballera, choć jemu samemu udało się uciec z niewielką liczbą żołnierzy; większość zginęła w pożarach, które ogarnęły pole bitwy.

## Upamiętnienie
Aby uczcić pamięć dzieci poległych w bitwie, Dzień Dziecka w Paragwaju (hiszp. Día del Niño del Paraguay) obchodzony jest 16 sierpnia, a więc w rocznicę starcia. Święto zostało ustanowione przez prezydenta Juana Manuela Frutosa w 1948 roku.